# Heterociklična spojina
Heterociklična spojina ali obročna struktura je ciklična spojina, ki jo sestavljajo atomi vsaj dveh različnih elementov kot členi obroča ali obročev. Heterociklična kemija je veja organske kemije, ki se ukvarja s sintezo, z lastnostmi in uporabo heterociklov.
Med heterociklične spojine spadajo vse nukleinske kisline, večina zdravilnih učinkovin, večina biomase (celuloza in sorodni materiali) ter veliko naravnih in sintetičnih barvil.

## Slike
Imena v ležeči pisavi zagovarja IUPAC in ne sledijo Hantzsch-Widmanovi nomenklaturi
|                 | Nasičeni                 | Nasičeni             | Nasičeni              | Nenasičeni            | Nenasičeni           | Nenasičeni             |
| Heteroatom      | Dušik                    | Kisik                | Žveplo                | Dušik                 | Kisik                | Žveplo                 |
| --------------- | ------------------------ | -------------------- | --------------------- | --------------------- | -------------------- | ---------------------- |
| 3-atomski obroč | Aziridin                 | Oksiran              | Tiiran                | Azirin                | Oksiren              | Tiiren                 |
| 3-atomski obroč | Structure of Aziridine   | Structure of Oxirane | Structure of Thiirane | Structure of Azirine  | Structure of Oxirene | Structure of Thiirene  |
| 4-tomski obroč  | Azetidin                 | Oksetan              | Tietan                | Azet                  | Okset                | Tiet                   |
| 4-tomski obroč  | Structure of Acetidine   | Structure of Oxetane | Structure of Thietane | Structure of Azete    | Structure of Oxete   | Structure of Thiete    |
| 5-atomski obroč | Pirolidin                | Oksolan              | Tiolan                | Pirol                 | Furan                | Tiofen                 |
| 5-atomski obroč | Structure of Pyrrolidine | Structure of Oxolane | Structure of Thiolane | Structure of Pyrrole  | Structure of Furan   | Structure of Thiophene |
| 6-atomski obroč | Piperidin                | Oksan                | Tian                  | Piridin               | Piran                | Tiopiran               |
| 6-atomski obroč | Structure of Piperidine  | Structure of Oxane   | Structure of Thiane   | Structure of Pyridine | Structure of Pyran   | Structure of Thiopyran |
| 7-atomski obroč | Azepan                   | Oksepan              | Tiepan                | Azepin                | Oksepin              | Tiepin                 |
| 7-atomski obroč | Structure of Azepane     | Structure of Oxepane | Structure of Thiepane | Structure of Azepine  | Structure of Oxepine | Structure of Thiepine  |

## Uporaba
Heterociklične spojine so prodorne na mnogih področjih znanosti in tehnologije. Veliko zdravil je heterocikličnih spojin.